# Edvard Grieg
Edvard Hagerup Grieg, norveški skladatelj in pianist, * 15. junij 1843, Bergen, Norveška, † 4. september 1907, Troldhaugen, Bergen. 

## Življenjepis
Grieg se je rodil v norveškem mestu Bergen. Njegov izvirni priimek je bil Greig. Edvard je odrasel v glasbeni družini. Njegova mati Gesine je postala njegova prva učiteljica klavirja. Obiskoval je mnogo različnih šol in pogosto nosil primere svoje glasbe k pouku. Učencem je bil všeč, učiteljem pa ne. Bil je znan kot len učenec.
Poleti 1858 je Grieg spoznal družinskega prijatelja, norveškega violinista Bulla. Ta je opazil Edvardovo nadarjenost in ga poslal na nadaljnje izobraževanje v Konzervatorij Leipzig, ki ga je vodil Ignaz Moscheles.
Grieg se je v konservatoriju osredotočil na klavir in imel številne koncerte v Leipzigu. Ni mu bila všeč pretirana disciplina pri delu v konservatoriju, a je kljub temu dosegal visoke ocene na vseh področjih, razen pri orglah, ki so bile tedaj obvezen predmet za pianiste. Spomladi leta 1860 je preživel smrtno nevarno pljučno bolezen. Naslednje leto se je uveljavil kot koncertni pianist v Karlshamnu na Švedskem. Leta 1862 je zaključil svoje šolanje v Leipzigu in imel prvi koncert v svojem rojstnem mestu Bergnu, kjer je igral Beethovnovo Patetično sonato (iz Griegovih lastnih posnetkov iz kasnejšega življenja lahko razberemo, da je bil odličen pianist).
Leta 1863 je Grieg šel v København na Dansko in tam ostal tri leta. Spoznal je danska skladatelja J. P. E. Hartmanna in Nielsa Wilhelma Gadea. Spoznal je tudi svojega kolega, norveškega skladatelja Rikarda Nordraaka (skladatelja norveške himne), ki je postal njegov dober prijatelj in navdih. Skupaj sta ustanovila združenje Evterpe za širjenje nordijske glasbe. Nordraak je kmalu umrl in Grieg je njemu v čast napisal pogrebno koračnico. Grieg je bil tesno povezan z Bergenskim Filharmoničnim Orkestrom in ga je celo vodil med letoma 1880 in 1882.
Leta 1865 je odpotoval v Italijo, kjer je v Rimu srečal Ibsena. Ob vrnitvi na Norveško je postal dirigent Filharmonije, leta 1867 pa ustanovil Norveško glasbeno akademijo. 11. junija 1867 se je Grieg poročil s svojo sestrično Nino Hagerup. Naslednje leto se jima je rodil njun edini otrok, hči Alexandra. Naslednje poletje je Grieg napisal svoj Koncert za klavir v a – molu, medtem ko je bil na počitnicah na Danskem.
Leta 1868 je Franz Liszt, ki do tedaj še ni srečal Griega, norveškemu ministrstvu za šolstvo poslal priporočilo zanj, zaradi česar je Grieg dobil podporo za potovanja. Spoznala sta se v Rimu leta 1870. Pregledala sta Griegovo sonato za violino št. 1, ki je bila Lisztu zelo všeč. Ob njunem drugem srečanju je Grieg s seboj prinesel rokopis svojega klavirskega koncerta, ki ga je Liszt začel takoj igrati (vključno z orkestralnimi deli). Lisztova izvedba je navdušila občinstvo, čeprav ga je Grieg opozoril, da je prvi stavek igral prehitro. Liszt je Griegu svetoval tudi glede instrumentacije.
Poleti 1869 je Griegova hčerka Alexandra zbolela in umrla pri starosti 13 mesecev.
Leta 1876 je Grieg ustvaril spremljavo za premiero Ibsenove igre Peer Gynt na prošnjo samega avtorja. Mnogi odlomki iz dela so postali zelo popularni v obliki orkestralnih suit ali klavirskih priredb.
Leta 1888 je v Leipzigu Grieg spoznal Čajkovskega. Pretresla ga je njegova žalost. Čajkovski je Griegovo glasbo zelo cenil in hvalil njeno lepoto, izvirnost in toplino.
Griegu je kasnejše življenje prineslo slavo, a ne bogastva. Norveška vlada mu je dodelila pokojnino.
Spomladi leta 1903 je Grieg v Parizu posnel devet gramofonskih posnetkov svoje klavirske glasbe z 78 obrati na minuto. Vse te plošče so bile kljub omejeni zvestobi ponovno izdane na ploščah LP in CD. Grieg je posnel zvitke klavirske glasbe za klavirski sistem Hupfeld Phonola in sistem za reprodukcijo Welte-Mignon, ki sta preživela in jih je mogoče slišati še danes. Sodeloval je tudi s podjetjem Aeolian Company za serijo klavirskih zvitkov Autograph Metrostyle, kjer je nakazal preslikavo tempa za številne svoje skladbe.
Edvard Grieg je umrl v občinski bolnišnici v Bergnu na Norveškem 4. septembra 1907 v starosti 64 let zaradi srčnega popuščanja. Imel je dolgotrajno bolezen. Njegove zadnje besede so bile »No, če mora biti tako«. Tisoče ljudi je prišlo na pogreb v spomin na pokojnega umetnika. Na njegovo željo so igrali njegovo lastno pogrebno koračnico in pogrebno koračnico Frédérica Chopina. Njegov pepel in pepel njegove žene sta zapečatena v gorski grobnici blizu njegove hiše, Troldhaugen.
6. decembra 1897 sta Grieg in njegova žena izvajala nekaj njegove glasbe na zasebnem koncertu na gradu Windsor za kraljico Viktorijo in njen dvor.
Griegu sta bila podeljena dva častna doktorata, prvega na Univerzi v Cambridgeu leta 1894 in naslednjega na Univerzi v Oxfordu leta 1906.
V Seattlu je velika skulptura Griega, medtem ko se eden največjih hotelov v Bergnu (njegovem domačem kraju) imenuje Quality Hotel Edvard Grieg in velik krater na planetu Merkur je poimenovan po Griegu.

## Delo
Grieg je najpomembnejši skladatelj norveške nacionalne romantike. Prvi pouk klavirja je prejel od svoje glasbeno nadarjene matere. Klavir in kompozicijo je študiral v Leipzigu in tega časa se je celo življenje spominjal z odporom. Po vrnitvi v domovino sta ga prijatelja, slavni violinist Ole Bull in skladatelj Rikard Nordraak navdušila za norveško ljudsko glasbo in za ideale domovinskega gibanja. Pridružil se je skupini glasbenikov, literatov in slikarjev, ki so v drugi polovici 19. stoletja utemeljili norveško umetnost in ponesli v svet ime svoje dežele. Dosežki skladateljev Edvarda Griega in manj znanega Johanna Svendsena, pisatelja Björnstjerna Björnsena, dramatika Henrika Ibsena in slikarja Edvarda Muncha, so iz kulturno zaostale danske province naredili eno najbolj vznemirljivih umetnostnih področij stare celine in pripravili duhovno podlago za politično osamosvojitev Norveške, do katere je prišlo leta 1905. Grieg je deloval v Kristijaniji (današnje Oslo) in v Bergnu kot dirigent, organizator glasbenega življenja, profesor in koncertni pianist. Njegov opus obsega nekaj del za orkester, med katerimi je najbolj znana glasba za Ibsenovo dramo Peer Gynt in vrsto komornih del, med njimi Lirične skladbe za klavir v 10 zvezkih, dve sonati za violino in klavir, sonato za violončelo in klavir, dva godalna kvarteta ter 140 samospevov. Te je posvetil svoji ženi, pevki Nini Hagerup.

### Glasba
Grieg je narodni skladatelj, ki ga je navdihovala norveška ljudska glasba. V zgodnjih delih najdemo simfonijo in sonato za klavir. Napisal je tudi tri sonate za violino in klavir ter sonato za čelo. Zaradi njegovih kratkih skladbic za klavir, ki so bile pogosto zasnovane na norveških ljudskih melodijah in plesih, so ga začeli klicati Chopin severa.
Med Griegovimi najbolj znanimi deli so Koncert za klavir v a - molu, Op. 16, deset knjig skladb za klavir in njegova spremljava za Ibsenovo igro Peer Gynt, še posebej Jutro in V dvorani gorskega kralja. Čeprav je V dvorani gorskega kralja postala ena najbolj priljubljenih Griegovih izdelkov, njemu ni bila pretirano všeč. V pismu prijatelju jo je opisal kot »peklensko stvar, ki zaudarja po kravjekih in provinicializmu«.
Še ena izmed njegovih znanih stvaritev je Holberg Suite, izvirno napisana za klavir, a kasneje prirejena za godalni orkester. Še vedno pa je najbolj priljubljen klavirski koncert. Počasni stavek z ljudskimi melodijami je morda najuspešnejši del koncerta. Napisal je tudi pesmi z besedili Heinricha Heinea, Johanna Wolfganga von Goetheja in drugih v op. 4 in op. 48.

## Festivali
- Peer Gynt Festival
- Oslo Grieg Festival
- Grieg International Choir Festival
- Grieg in Bergen

### Posnetki Griega
- Papillon – Lyric Piece, Op. 43, no. 1 as recorded by Grieg on piano roll, 17 April 1906, Leipzig (Info)

### Posnetki Griegovih del
- Edvard Grieg, Sonata No. 1 in F major, I. Allegro con brio – Gregory Maytan (violin), Nicole Lee (piano)Predloga:Plays audio
- Edvard Grieg, Sonata No. 1 in F major, II. Allegretto quasi Andantino – Gregory Maytan (violin), Nicole Lee (piano)Predloga:Plays audio
- Edvard Grieg, Sonata No. 1 in F major, III. Allegro molto vivace – Gregory Maytan (violin), Nicole Lee (piano)Predloga:Plays audio
- Edvard Grieg, Sonata No. 3 in C minor, I. Allegro molto ed appassionato – Gregory Maytan (violin), Nicole Lee (piano)Predloga:Plays audio
- Edvard Grieg, Sonata No. 3 in C minor, II. Allegretto espressivo all Ramanza – Gregory Maytan (violin), Nicole Lee (piano)Predloga:Plays audio
- Edvard Grieg, Sonata No. 3 in C minor, III. Allegro animato – Gregory Maytan (violin), Nicole Lee (piano)Predloga:Plays audio